# Franček Bohanec
Franček Bohanec, pisatelj, esejist, publicist, urednik in literarni kritik, * 13. februar 1923, Miklavž pri Ormožu, † 3. september 2010, Ljubljana, ?.

## Življenje
Bohanec je obiskoval klasično gimnazijo v Mariboru, končal pa jo je v Ljubljani leta 1943. Diplomiral je leta 1958 na Filozofski fakulteti v Ljubljani iz primerjalne književnosti. Bil je med uredniki Slovenskega poročevalca. Samostojno novinarsko kariero je začel kot odgovorni urednik revije Tovariš. V letih 1955–1959 je organiziral in vodil Pionirsko knjižnico v Ljubljani. Uspelo mu je pridobiti veliko sposobnih strokovnjakov, da je Pionirska knjižnica postala zgledno središče za estetsko vzgojo otrok in mladine. Bil je urednik knjižnih zbirk Kondor, Naša knjiga, Gubčeva knjižica, Pričevanja itd. Svoje poklicno delo je zaključil kot šolnik. Od leta 1959 je bil direktor Zavoda za prosvetno in pedagoško službo Ljubljane. Od leta 1964 do 1978 pa ravnatelj Gimnazije Poljane s štirikratnim mandatom.

## Priznanja
Za svoje delo je prejel Žagarjevo nagrado in zlato značko Zveze prijateljev mladine.

## Izbrana bibliografija

### Leposlovje
- Novele (skupaj z A. Hiengom in L. Kovačičem), Maribor 1954
- Potrčev zločin, Sarajevo 1987, novele
- Ilovica, Ljubljana 1987, novele (triptih, za katerega je dobil jugoslovansko literarno nagrado)
- Stopa in reka, Ljubljana 1993, roman
- Divja Jaga, Ljubljana 1994, ljudska pripoved, izbor, komentarji, razprava
- Kanje, Ljubljana 1995, roman
- Razdrta gnezda, Ljubljana 1995, roman
- Odločitve, Ljubljana 2000, ljubezenske novele
- Stovraga, Ljubljana 2004, humoreske

### Esejistika in literarna veda
- Živa stvarnost, Maribor 1983, esej, razprave, kritike, polemike
- Biografsko berilo, Ljubljana 1974
- Potujmo v svet lepega, Ljubljana 1967, osnove za umevanje umetnosti
- Odtisi časa, Ljubljana 1992, eseji in pisma pisateljev Ingoliča, Potrča in Bora
- Osem italijanskih novel, Maribor 1954, esej o neorealizmu
- Literarno omizje, Ljubljana 1990, eseji in antologija
- Pričevanja, Ljubljana 1983, 1984 in 1985, esejistične antologije, zbirka
- Odsvitanje, Ljubljana, zbirka esejev in zgodnje proze, 2002

- Knjižne police za otroke, Ljubljana 1958, knjižničarski priročnik
- Slovenska besedna umetnost, Ljubljana 1967, literarno-zgodovinski pregled
- Portret Ivana Potrča, Ljubljana 2002, literarno-zgodovinski oris
- Slovenska ljudska pripoved, Ljubljana 1966, izbor s komentarji
- Ivan Tavčar, Ljubljana 1985, monografija
- Izbrana dela Potrča, I-IV, Ljubljana 1983
- Pesmi partizanov, Ljubljana, izbor